# Real Madrid Baloncesto 2007-2008
Questa voce raccoglie le informazioni riguardanti il Real Madrid Baloncesto nelle competizioni ufficiali della stagione 2007-2008.

## Stagione
La stagione 2007-2008 del Real Madrid Baloncesto è la 52ª nel massimo campionato spagnolo di pallacanestro, la Liga ACB.

## Roster
Aggiornato al 14 luglio 2020.
| Real Madrid 2007-08 | Real Madrid 2007-08 |
| Giocatori           | Staff tecnico       |
| ------------------- | ------------------- |

| N. | Naz.                                       | Ruolo | Nome                 | Anno | Alt.   | Peso   |  |
| -- | ------------------------------------------ | ----- | -------------------- | ---- | ------ | ------ |  |
| 4  | Stati Uniti (bandiera) · Spagna (bandiera) | AG    | Venson Hamilton      | 1977 | 207 cm | 109 kg |  |
| 5  | Grecia (bandiera)                          | AP    | Michalīs Pelekanos   | 1981 | 198 cm | 98 kg  |  |
| 7  | Stati Uniti (bandiera)                     | G     | Charles Smith        | 1975 | 193 cm | 88 kg  |  |
| 8  | Montenegro (bandiera)                      | C     | Blagota Sekulić      | 1982 | 209 cm | 116 kg |  |
| 9  | Spagna (bandiera)                          | AC    | Felipe Reyes (C)     | 1980 | 203 cm | 112 kg |  |
| 12 | Croazia (bandiera)                         | AP    | Bojan Bogdanović     | 1989 | 200 cm | 96 kg  |  |
| 13 | Spagna (bandiera)                          | AG    | Pablo Aguilar        | 1989 | 203 cm | 103 kg |  |
| 14 | Grecia (bandiera)                          | C     | Lazaros Papadopoulos | 1980 | 210 cm | 127 kg |  |
| 15 | Spagna (bandiera)                          | AP    | Álex Mumbrú          | 1979 | 202 cm | 102 kg |  |
| 17 | Belgio (bandiera)                          | AG    | Axel Hervelle        | 1983 | 205 cm | 110 kg |  |
| 18 | Spagna (bandiera)                          | AG    | Iker Iturbe          | 1976 | 198 cm | 101 kg |  |
| 19 | Turchia (bandiera)                         | P     | Kerem Tunçeri        | 1979 | 191 cm | 85 kg  |  |
| 22 | Stati Uniti (bandiera)                     | G     | Louis Bullock        | 1976 | 185 cm | 80 kg  |  |
| 23 | Spagna (bandiera)                          | PG    | Sergio Llull         | 1987 | 190 cm | 94 kg  |  |
| 24 | Spagna (bandiera)                          | G     | Raül López           | 1980 | 182 cm | 84 kg  |  |
| -  | Spagna (bandiera)                          | AC    | Daniel Yusta         | 1986 | 201 cm |        |  |

| Allenatore                                                                        |
| - Joan Plaza                                                                      |
| Assistente/i                                                                      |
| - Alberto Codeso - Žan Tabak Legenda - (C) Capitano - (IN) Inattivo - Infortunato |

## Mercato

### Sessione estiva
| Acquisti | Acquisti             | Acquisti     | Acquisti      | Acquisti |
| R.a      | Nome                 | da           | Modalità      |          |
| -------- | -------------------- | ------------ | ------------- | -------- |
| AP       | Michalīs Pelekanos   | Panellīnios  | definitivo    |          |
| C        | Lazaros Papadopoulos | Dinamo Mosca | definitivo    |          |
| AC       | José Ángel Antelo    | Bilbao Berri | fine prestito |          |

| Cessioni | Cessioni                  | Cessioni          | Cessioni       | Cessioni |
| R.       | Nome                      | a                 | Modalità       |          |
| -------- | ------------------------- | ----------------- | -------------- | -------- |
| GA       | Marko Tomas               | Fuenlabrada       | prestito       |          |
| C        | Eduardo Hernández-Sonseca | Joventut Badalona | fine contratto |          |
| C        | Ratko Varda               | Free agent        | fine contratto |          |
| C        | Nedžad Sinanović          | Colonia 99ers     | fine contratto |          |
| AC       | Jérôme Moïso              | Joventut Badalona | fine contratto |          |
| PG       | Richard Nguema            | Real Madrid B     | prestito       |          |
| AC       | Jan Martín                | Real Madrid B     | prestito       |          |
| AG       | José Ángel Antelo         | L'Hospitalet      | fine contratto |          |

### Dopo l'inizio della stagione
| Acquisti | Acquisti    | Acquisti          | Acquisti        | Acquisti   |
| R.       | Nome        | da                | Data            | Modalità   |
| -------- | ----------- | ----------------- | --------------- | ---------- |
| AG       | Iker Iturbe | Fortitudo Bologna | 7 febbraio 2008 | definitivo |

| Cessioni | Cessioni | Cessioni | Cessioni | Cessioni |
| R.       | Nome     | a        | Data     | Modalità |
| -------- | -------- | -------- | -------- | -------- |